# Torbjørn Ringdal Hansen
Torbjørn Ringdal Hansen (1 de març del 1979) és un entrenador i jugador d'escacs noruec que té el títol de Gran Mestre Internacional des del 2015.
Ringdal Hansen va ser el primer entrenador de Magnus Carlsen que més tard fou campió del món, del 2000 a 2001, quan Ringdal Hansen va fer un any de servei civil alternatiu a la Universitat de Noruega d'Esport d'Elit. Carlsen tenia llavors nou anys, i fou entrenat als escacs en un grup juntament amb altres dos nens, organitzat per Ringdal Hansen. L'Elo de Carlsen millorà aproximadament de 900 a 1.900 durant aquest període d'un any.
Tot i que roman inactiu des del juliol de 2019, a la llista d'Elo de la FIDE del febrer de 2022, hi tenia un Elo de 2432 punts, cosa que en feia el jugador número 22 de Noruega. El seu màxim Elo va ser de 2501 punts, a la llista del maig de 2015.

## Resultats destacats en competició
Ringdal Hansen va aconseguir la seva primera norma de Gran Mestre el 2003/04 a la Copa Rilton a Estocolm, i les següents normes a la Lliga Premier de Noruega el 2007/08 i a Almeria el 2011.
Va participar en la Copa del Món de 2013 on va ser eliminat a la primera ronda per Ruslan Ponomariov per ½ a 1½.